# AWS (band)

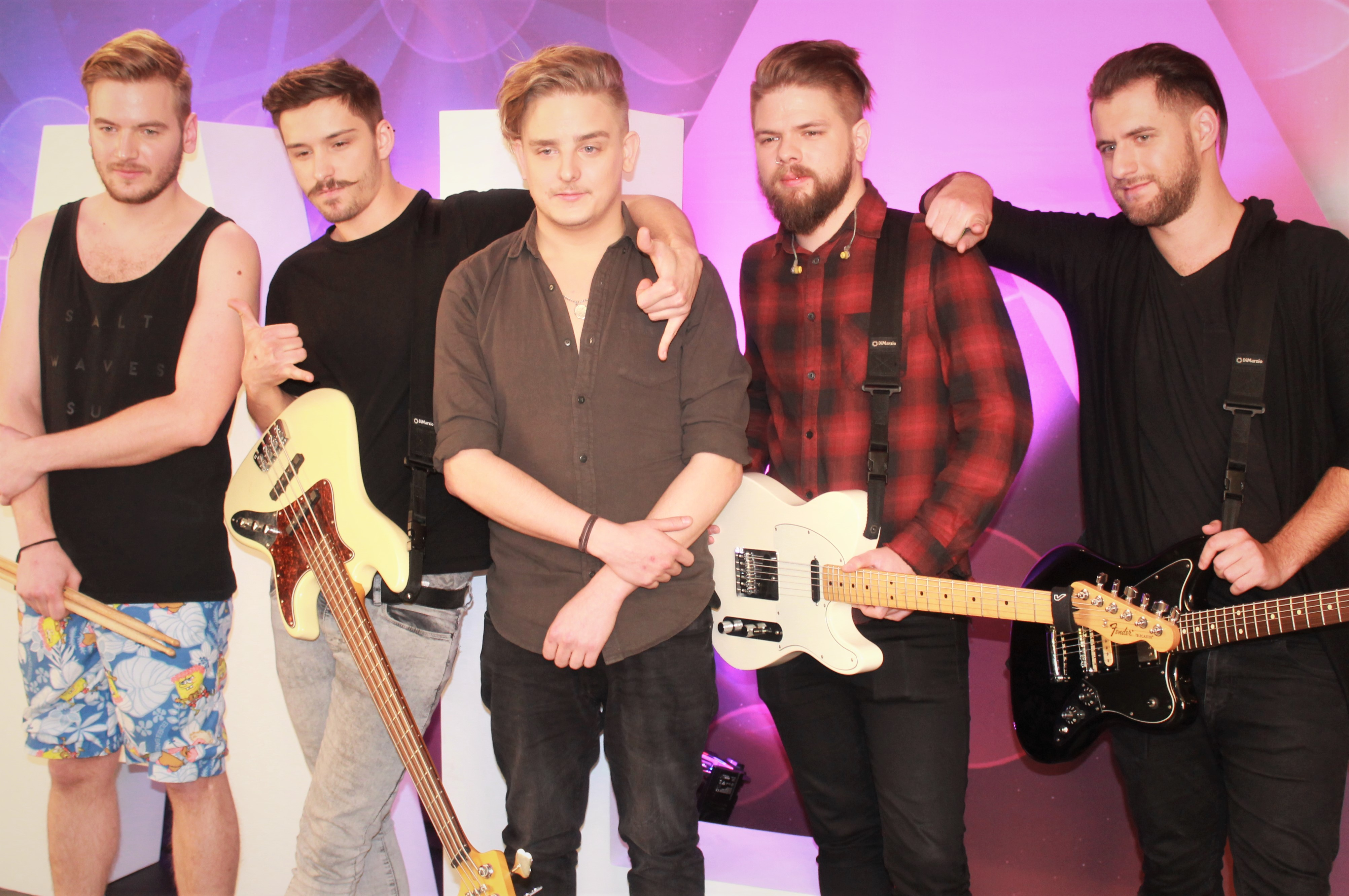
AWS

AWS är ett ungerskt metal- och hårdrocksband med bandmedlemmarna Bence Brucker, Dániel Kökényes, Örs Siklósi, och  Áron Veress. De representerade sitt land i Eurovision Song Contest 2018 med låten "Viszlát nyár".